# Tomohiro Matsunaga
Tomohiro Matsunaga (jap. 松永 共広, Matsunaga Tomohiro; * 27. Juni 1980 in Yaizu, Präfektur Shizuoka) ist ein japanischer Ringer. Sein bislang größter Erfolg ist der Gewinn der Silbermedaille bei den Olympischen Spielen 2008 im freien Stil im Bantamgewicht.

## Werdegang
Tomohiro Matsunaga ringt bereits seit 1985. Er konzentriert sich dabei ganz auf den freien Stil. In Japan gehörte er bisher ALSOK Tokio, dem Team des Sicherheitsunternehmens Sōgō Keibi Hoshō (綜合警備保障, engl. Sohgo Security Services) an. Außerdem startete er auch für die Nippon Sport Science University, wo er auch studierte. Seinen Lebensunterhalt bestreitet er zurzeit als Sicherheitsbeamter (Security Guard). Sein Vereinstrainer war Masanori Ohashi. In der Nationalmannschaft wird bzw. wurde er von Hajime Wakui, Takahiro Wada und Yu Sugiyama betreut. Bei einer Größe von 1,63 Metern ringt er im Bantamgewicht. In der Saison 2009/10 startete Tomohiro Matsunaga für die RWG Mömbris-Königshofen in der deutschen Bundesliga.
Das beste Resultat, das Tomohiro Matsunaga im Juniorenbereich erzielte, war ein 2. Platz bei der Junioren-Meisterschaft von Asien im Jahre 1998 in Almaty in der Gewichtsklasse bis 49 kg Körpergewicht. 
2002 wurde Tomohiro Matsunaga japanischer Vizemeister. Im Finale unterlag er dabei gegen Chikara Tanabe nach Punkten. Im gleichen Jahr wurde er in Edmonton Universitäten-Weltmeister mit einem Sieg im Finale über Babak Noursad aus dem Iran.
2003 wurde er in Neu-Delhi auch bei der Asien-Meisterschaft eingesetzt. Er kam dort im Bantamgewicht auf den 5. Platz. Bei der japanischen Meisterschaft dieses Jahres, die im Dezember stattfand, unterlag er im Finale wiederum Chikara Tanabe. Diese Meisterschaft galt gleichzeitig als Ausscheidung für die Olympischen Spiele 2004 in Athen. 
Bei den Olympischen Spielen 2004 in Athen wurde deshalb Chikara Tanabe eingesetzt. Tomohiro Matsunaga wurde aber im Dezember 2004 mit einem Sieg über Seshito Shimizu erstmals japanischer Meister im Bantamgewicht. 2005 startete er deshalb bei der Asien-Meisterschaft in Wuhan und erreichte im Bantamgewicht mit Siegen über Anil Kumar, Indien und Badamsaichany Enchtör, Mongolei, einer Niederlage gegen Dilschod Mansurow, Usbekistan und einem Sieg über Kim Jong-dae, Südkorea den 3. Platz, womit er seine erste Medaille bei einer internationalen Meisterschaft der Senioren gewann. 
Auch bei der Weltmeisterschaft 2005 in Budapest kämpfte Tomohiro Matsunaga sehr gut. Er gewann dort über Francisco Javier Sanchez Parra, Spanien, Rene Montero Rosales, Kuba und Yang Jae-hoon, Südkorea, unterlag aber im Halbfinale wieder gegen Dilschod Mansurow und im Kampf um den 3. Platz auch gegen Bajaraagiin Naranbaatar aus der Mongolei nach Punkten. Im Dezember 2005 gewann er dann bei der japanischen Meisterschaft mit einem Sieg über Yasuhiro Inaba seinen zweiten Meistertitel.
Bei den internationalen Meisterschaften 2006 fehlte Tomohiro Matsunaga verletzungsbedingt. Erst im Januar 2007 war er wieder fit und holte sich mit einem Sieg über Hidenori Taoka seinen dritten japanischen Meistertitel, der für das Jahr 2006 galt.
Bei der Weltmeisterschaft 2007 in Baku traf er der 1. Runde auf seinen Angstgegner Dilschod Mansurow und unterlag diesem nach Punkten. Da Mansurow das Finale nicht erreichte, schied er aus und landete auf einem, seinem Können ganz und gar nicht entsprechenden, 26. Platz. Als Trost gewann er im Dezember 2007 seinen vierten japanischen Meistertitel mit einem Sieg im Finale über Hideki Taoka.
Das Jahr 2008 wurde dann zum erfolgreichsten in seiner bisherigen Laufbahn. Er siegte zunächst bei der Asien-Meisterschaft in Jeju/Südkorea vor Yang Jae-hoon, Südkorea und Firas L Ali Rafaee aus dem Iran, womit er sich auch für die Olympischen Spiele in Peking qualifizierte. In Peking siegte er über Adama Diatta aus dem Senegal, Sezer Akgül aus der Türkei und – endlich – auch über Dilschod Mansurow. Dieser Sieg war mit 4:3 techn. Punkten und 2:1 Runden sehr knapp. Umso überraschender war sein klarer Punktsieg (8:0 techn. Punkte, 2:0 Runden) im Halbfinale über den amtierenden Weltmeister Bessik Kuduchow aus Russland. Im Finale traf er auf den jungen US-Amerikaner Henry Cejudo, gegen den er eigentlich als Favorit galt, gegen den er aber deutlich mit 2:5 techn. Punkten und 0:2 Runden unterlag. Cejudo gewann damit die Goldmedaille, für Matsunaga war aber der Gewinn der Silbermedaille ebenfalls ein großer Erfolg.
Bei internationalen Meisterschaften rang Tomohiro Matsunaga nach den Olympischen Spielen 2008 nicht mehr.

## Internationale Erfolge
| Jahr | Platz  | Wettbewerb                                                | Gewichtsklasse | |
| ---- | ------ | --------------------------------------------------------- | -------------- | --- |
| 1998 | 2.     | Asiatische Junioren-Meisterschaft (Juniors) in Almaty     | bis 49 kg      | hinter Ali Reza Darvish, Iran, vor Che Hyun-won, Südkorea |
| 2000 | 8.     | Junioren-WM in Nantes                                     | Bantam         | mit einem Sieg über Zaer Asimow, Usbekistan u. einer Niederlage gegen Ali Reza Darvish                                                                                             |
| 2000 | 8.     | Asiatische Junioren-Meisterschaft (Juniors) in New Delhi  | Bantam         | Sieger: Dilschod Mansurow, Usbekistan vor Tungangajew, Kirgisistan |
| 2002 | 1.     | Canada Cup in Calgary                                     | Bantam         | vor Kim Hyo-sub, Südkorea u. Hossein Rangraz, Iran |
| 2002 | 1.     | Universitäten-WM in Edmonton                              | Bantam         | vor Babak Noursad, Iran u. Ghenadie Tulbea, Moldawien |
| 2003 | 5.     | Asien-Meisterschaft in New Delhi                          | Bantam         | hinter Mohammad Asslani, Iran, Yang Jae-hoon, Südkorea, Shankar Patel Kripa, Indien u. Bourshan Orasgalijew, Kasachstan                                                            |
| 2005 | 1.     | „Dan-Kolow“-Turnier in Plowdiw                            | Bantam         | mit Siegen über Berguia Anoha u. Amzah, bde. Frankreich, Yosefi Magid, Iran u. Besik Gochaschwili, Georgien                                                                        |
| 2005 | 1.     | „Yasar-Dogu“-Memorial in Ankara                           | Bantam         | mit Siegen über Yang Jae-hoon, Asgadan Nowrusow, Vusal Zundow u. Namig Sewdimow, alle Aserbaidschan                                                                                |
| 2005 | 3.     | Asien-Meisterschaft in Wuhan                              | Bantam         | mit Siegen über Anil Kumar, Indien u. Badamsaichany Enchtör, Mongolei, einer Niederlage gegen Dilschod Mansurow u. einem Sieg über Kim Jong-dae, Südkorea                          |
| 2005 | 5.     | WM in Budapest                                            | Bantam         | mit Siegen über Francisco Javier Sanches Parra, Spanien u. Rene Montero Rosales, Kuba u. Yang Jae-hoon u. Niederlagen gegen Dilschod Mansurow u. Bajaraagiin Naranbaatar, Mongolei |
| 2006 | 1.     | „Dan-Kolow“-Turnier in Plowdiw                            | Bantam         | vor Yasuhiro Inaba u. Hideki Taoka, bde. Japan |
| 2006 | 1.     | „Ziolkowski“-Turnier in Warschau                          | Bantam         | vor Gennadi Tulbea, Selimchan Kuzajew, Russland u. Gevork Markarjan, Ukraine |
| 2007 | 1.     | „Yasar-Dogu“-Memorial in Ankara                           | Bantam         | vor Hidenori Taoka, Japan, Marcel Ewald, Deutschland u. Bajaraagiin Naranbaatar, Mongolei                                                                                          |
| 2007 | 26.    | WM in Baku                                                | Bantam         | nach einer Niederlage gegen Dilschod Mansurow |
| 2008 | 2.     | Großer Preis von Deutschland in Dortmund                  | Bantam         | hinter Bajaraagiin Naranbaatar, vor Marcel Ewald, Deutschland u. Marcin Pawlak, Polen                                                                                              |
| 2008 | 1.     | Asien-Meisterschaft in Jeju/Südkorea                      | Bantam         | vor Yang Jae-hoon, Firas Al Ali Rafaee, Iran u. Kim Sun Nam, Nordkorea |
| 2008 | Silber | OS in Peking                                              | Bantam         | mit Siegen über Adama Diatta, Senegal, Sezer Akgül, Türkei, Dilschod Mansurow u. Bessik Kuduchow, Russland und einer Niederlage gegen Henry Cejudo, USA                            |
| 2011 | 3.     | „Dave-Schultz“-Memorial International in Colorado Springs | Bantam         | hinter Raul Murschesow, Russland und Wladislaus Andrejew, Weißrussland |

## Japanische Meisterschaften
| Jahr | Platz | Gewichtsklasse | Ergebnis                                                       |
| ---- | ----- | -------------- | -------------------------------------------------------------- |
| 2002 | 2.    | Bantam         | Punktniederlage im Finale gegen Chikara Tanabe                 |
| 2003 | 2.    | Bantam         | Punktniederlage im Finale gegen Chikara Tanabe                 |
| 2004 | 1.    | Bantam         | Punktsieger im Finale über Seshito Shimizu                     |
| 2005 | 1.    | Bantam         | Punktsieger im Finale über Yasuhiro Inaba                      |
| 2006 | 1.    | Bantam         | Punktsieger im Finale über Hidenori Taoka                      |
| 2007 | 1.    | Bantam         | Punktsieger im Finale über Hideki Taoka                        |
| 2010 | 2.    | Bantam         | hinter Shinichi Yumoto, vor Yasuhiro Inaba und Yasuhiro Morita |
| 2011 | 3.    | Bantam         | hinter Yasuhiro Inaba und Yasuhiro Morita                      |

## Erläuterungen
- alle Wettkämpfe im freien Stil
- OS = Olympische Spiele, WM = Weltmeisterschaft
- Bantamgewicht, Gewichtsklasse bis 55 kg Körpergewicht